# Pierre Nocca
Pierre Nocca (Sète, 28 de agosto de 1916 - 15 de febrero de 2016) fue un escultor francés.

## Datos biográficos
Pierre Nocca proviene de una familia de pescadores de origen italiano. Trabajó desde los 12 años en la barca de su padre, pronto fue visible su don para el dibujo que le condujo a los 16 años a la escuela de Bellas Artes de Montpellier. De 1932 a 1936, fue alumno de Henry Guigue, director del instituto. Pierre Nocca consiguió numerosos premios (pintura, dibujo) antes de ser admitido en la École nationale supérieure des beaux-arts en París, donde tuvo como maestros a los escultores Henri Bouchard y Paul Niclausse y al arquitecto Charles Lemaresquier.

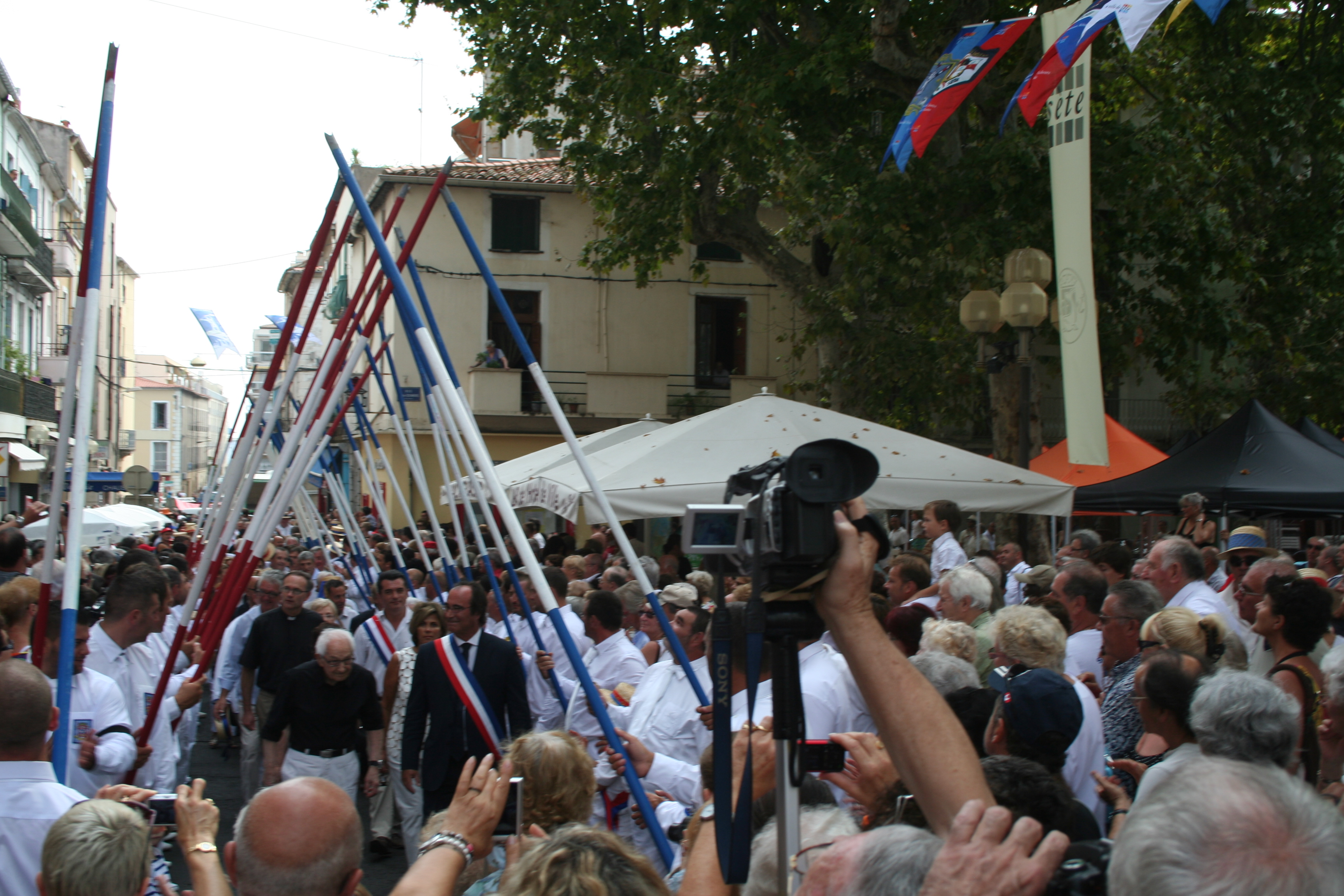
Fiestas de San Luis 2010: Pierre Nocca recibido en el municipio de Sete por François Commeinhes, pasa por debajo de la guardia de honor de los combatientes.

Movilizado por primera vez como soldado, rápidamente se une a la Resistencia. Después de la guerra, trabajó en La Ruche mientras vivía en el barrio de Saint-Germain-des-Prés de París. En esta época entabló amistad con César Baldaccini. En 1947, la ciudad de Montpellier le encargó el Monumento a los mártires de la resistencia y, en 1964, el monumento a Jean Jaurès. La demolición de La Ruche en 1957 le hizo regresar de nuevo a Sète. En Sète, fue primero profesor de arte en la escuela secundaria "Colegio Victor Hugo" y de 1964 a 1985 profesor en la Escuela de Bellas Artes de Sète.
Pierre Nocca continuó trabajando como escultor. Sus obras están presentes en Francia, así como Abiyán y Nottingham.
Falleció el día 22 de febrero de 2016.

## Obras
Entre las mejores y más conocidas obras de Pierre Nocca se incluyen las siguientes:
- El memorial de los mártires de la resistencia - Le monument des martyrs de la résistance -, Montpellier, 1947
- Monumento a Jean Jaurès, Montpellier, 1964
- Guerrero medieval - Le Guerrier médiéval, Carcassonne
- Libélulas - Les Libellules, Pérols
- El Monumento de la Memoria - Le Monument du souvenir, Saint-Gély-du-Fesc
- El pulpo - Le Poulpe (llamado le Pouffre ), Sète, 1987[5]
- L'Ajustaïre (también conocido como el antagonista - le Jouteur ), Sète, 2002[6]

## Actualidad
- Pierre Nocca invitado de honor de la ville de Sète  (en francés)
- Patrocinador de la edición de San Luis 2010  (en francés)